# The Remaining
The Remaining est un film d'horreur américain réalisé par Casey La Scala, qui en a écrit la scénario avec Chris Downing, sorti en 2014.

## Synopsis
Un groupe d'amis, réunis pour un mariage, voient la célébration brisée par une série d'événements cataclysmiques prédits par les prophéties bibliques. Les survivants sont confrontés à un avenir incertain autant qu'horrible.

## Distribution
- Johnny Pacar : Tommy
- Shaun Sipos : Jack
- Bryan Dechart : Dan
- Alexa PenaVega : Skylar (comme Alexa Vega)
- Italia Ricci : Allison
- Liz E. Morgan : Sam
- Kimberley Drummond : Lauren
- John Pyper-Ferguson : Pastor Shay
- Kim Pacheco : Nurse Rachel
- John Keenan : Skylar's Father
- Nina Repeta : Skylar's Mom
- Erin Murphy : Lindsey
- Cullen Moss : Survivor-Bridge